# Escuela Fu Jen

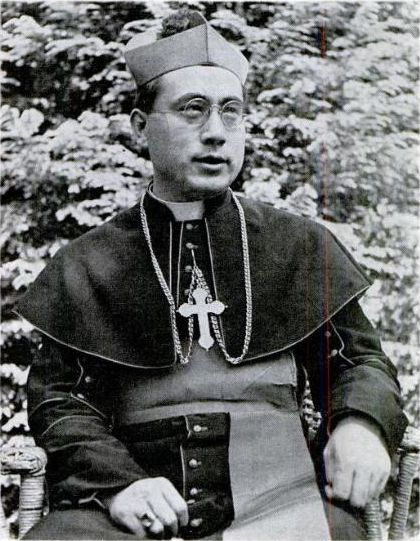
Cardenal Paul Yu Pin, el origen de la escuela Fu Jen

La Escuela Fu Jen (輔仁學派) es una escuela filosófica católica en Taiwán. Defiende el núcleo espiritual del lema de la Universidad Católica Fu Jen y establece una combinación de escolasticismo, neoescolasticismo, tomismo trascendental y filosofía tradicional china, que se denomina "filosofía neoescolástica china" (中華新士林哲學).

## Historia
El desarrollo de la filosofía cristiana en el Lejano Oriente está marcado por importantes hitos históricos que integran connotaciones filosóficas de diversas civilizaciones. Este proceso de integración comenzó con la confluencia de la filosofía griega y la cultura islámica árabe, extendiéndose a los intercambios culturales de diferentes naciones después de los siglos XIII y XIV. Durante la dinastía Ming, la introducción del catolicismo y sus fundamentos filosóficos en China fue encabezada por misioneros jesuitas como Matteo Ricci (1553-1610). Sus esfuerzos sentaron las bases para una síntesis de la filosofía cristiana con la civilización china.
Aprovechando esta rica herencia, en 1961, Cardenal Paul Yu Pin, promoviendo la misión intelectual de la Universidad Católica Fu Jen, estableció el primer instituto de posgrado en filosofía en Taiwán. Formuló un nuevo lema universitario: "Verdad, Bondad, Belleza, Santidad" y puso en marcha el desarrollo del Departamento de Filosofía Fu Jen. Este departamento se convirtió en el centro singular del escolasticismo en Taiwán, impulsado por las teorías filosóficas de Yu Pin, en particular los "Tres tipos de conocimiento" (三知論).
Durante las seis décadas siguientes a la Segunda Guerra Mundial, estos esfuerzos filosóficos maduraron hasta convertirse en una escuela de pensamiento distinta. El trabajo colectivo de los académicos de la Universidad Católica Fu Jen, profundamente influenciados por los siglos de evolución de la filosofía cristiana, dio lugar a lo que ahora se reconoce como el grupo de "Filosofía Neoescolástica China". Desde entonces, este grupo y sus contribuciones han sido reconocidos como la "Escuela Fu Jen", un testimonio del legado duradero del compromiso de la universidad con la filosofía.